# چغورقشلاق
چغورقشلاق، روستایی از توابع بخش مرکزی شهرستان بیجار در استان کردستان ایران است.

## وضعیت جغرافیایی
این روستا در ارتفاع ۱۶۳۹ متری واقع در شمال شرقی شهرستان بیجار قرار دارد و آب و هوای مدیترانه‌ای بر آن حاکم است. چغورقشلاق در نزدیکی جاده زنجان - بیجار قرار دارد.

## جمعیت
این روستا در دهستان سیلتان قرار دارد و براساس سرشماری مرکز آمار ایران در سال ۱۳۸۵، جمعیت آن ۴۸۹ نفر (۱۱۶خانوار) بوده‌است. زبان مردم روستای چغورقشلاق ترکی آذربایجانی است.